# Caquier de Virgínia
El caquier de Virgínia (Diospyros virginiana), o persimó (en anglès: American persimmon), és una espècie del mateix gènere que el caquier. La seva distribució a Amèrica va des de la regió de Nova Anglaterra fins als estats de Florida, i a l'oest a Texas, Oklahoma, i Kansas. Creix silvestre, però ha estat cultivat també des de la prehistòria pels amerindis.
D. virginiana és un arbre que arriba a fer 20 m d'alt. A l'estiu fa flors flairoses, essent un arbre dioic, per tant cal que hi hagi peus d'arbre mascles i femelles per a produir llavors. La seva pol·linització és anemòfila i entomòfila (per insectes i pel vent).
El fruit és d'arrodonit a oval, normalment de color groc-taronja i d'uns 2 a 6 cm de diàmetre.
Hi ha cultivars comercials com els anomenats Early Golden, John Rick, Woolbright, i Miller i una cultivar sense llavors: Ennis. També en anglès es coneix amb el nom de 'date-plum', que en realitat és un nom més apropiat per al caqui asiàtic de l'espècie Diospyros lotus.

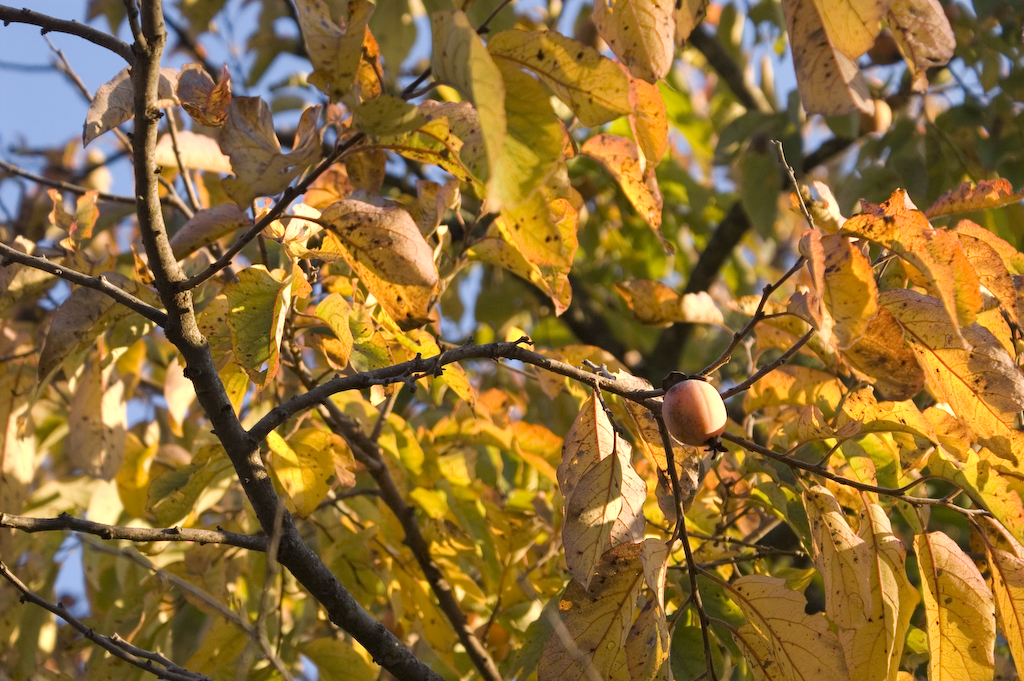
Caqui de Virgínia a la tardor

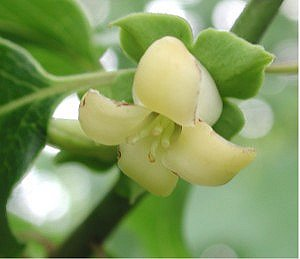
Flor

El fruit és astringent, per la presència de taní, fins que les gelades milloren el seu gust. Madura a finals de la tardor.
Té molta vitamina C.

## Usos
Es menja cru, cuit o assecat. De les fulles es pot fer una infusió i les llavors torrades són un succedani del cafè. Són típics els pastissos o dolços de caqui de Virgínia (persimmon pie, persimmon pudding o persimmon candy). Del fruit fermentat es fa una mena de cervesa. La fusta és dura i pesant, adequada per a ebenisteria.